# Jan Pålsatjärnen, Norrbotten
Jan Pålsatjärnen är en sjö i Bodens kommun i Norrbotten och ingår i Luleälvens huvudavrinningsområde. Sjöns area är 0,01 kvadratkilometer och den är belägen 75 meter över havet.